# Maarten De Veuster
Maarten De Veuster (Schoten, 22 februari 1973) is een Belgisch politicus voor de N-VA.

## Levensloop
De Veuster doorliep zijn secundair onderwijs aan het Sint-Michielscollege te Schoten. Vervolgens studeerde hij in 1995 af in bedrijfsmanagement aan de Karel de Grote-Hogeschool te Antwerpen. Gedurende zijn studententijd was hij lid van het KVHV. Beroepshalve werd hij van 1995 tot 1997 bankbediende bij KBC. Vervolgens was hij van 1997 tot 2022 zelfstandig reisagent en eigenaar van een reisbureau.
Bij de lokale verkiezingen van oktober 2006 werd hij voor de N-VA verkozen tot gemeenteraadslid van Schoten. Hij werd onmiddellijk aangesteld als schepen voor jeugd, lokale economie, tewerkstelling en ontwikkelingssamenwerking in het Schotense schepencollege onder leiding van burgemeester Harrie Hendrickx. De bestuursmeerderheid bestond uit het Valentijnskartel CD&V-N-VA en VLD. Na de lokale verkiezingen van oktober 2012 volgde hij Harrie Hendrickx (CD&V), zijn schoonvader, op als burgemeester. Hij vormde een coalitie met Open Vld en CD&V. Na de verkiezingen van oktober 2018 kon hij burgemeester van Schoten blijven, met een coalitie van N-VA en Open Vld. In december 2024 begon De Veuster aan zijn derde termijn als burgemeester aan het hoofd van een coalitie van N-VA en CD&V.
In 2015 ontstond er commotie toen het college van burgemeester en schepenen een collegebesluit uitvaardigde rond de terbeschikkingstelling van 't Pallieterke in de bibliotheek van Schoten. De lokale sp.a-fractie diende hierover klacht in bij gouverneur Cathy Berx (CD&V) met als argument dat dit in strijd was met het collectiebeleidsplan van de bibliotheek en het daarbij niet aan politici toekwam om te bepalen welke boeken en/of publicaties al dan niet beschikbaar waren voor haar burgers, maar de bibliothecaris hierover in alle onafhankelijkheid moest kunnen beslissen. De gouverneur stelde de Schotense socialistische fractie in haar gelijk en schorste het collegebesluit. 
Het schepencollege ging vervolgens in beroep tegen de beslissing van de gouverneur bij De Veusters partijgenote Vlaams minister van Binnenlands Bestuur Liesbeth Homans. Deze vernietigde echter bij ministerieel besluit het omstreden collegebesluit met als voornaamste argument dat het schepencollege alzo (in de hoedanigheid van werkgever) druk legde op de werknemer (bibliothecaris) om in een bepaalde zin te handelen, het feit dat de bibliothecaris tevens werd verzocht om de terbeschikkingstelling te controleren versterkte deze druk om in volle onafhankelijkheid haar/zijn werk te doen.
Bij de Vlaamse verkiezingen van mei 2019 werd De Veuster vanop de vijftiende plaats van de N-VA-lijst in de kieskring Antwerpen verkozen tot Vlaams Parlementslid. Als Vlaams Parlementslid zetelde hij als vast lid in de commissies Buitenlands Beleid, Europese Aangelegenheden, Internationale Samenwerking en Toerisme en Mobiliteit en Openbare Werken. De Veuster legde zich toe op thema's als lokale economie en werkgelegenheid in zijn streek, alsook onderwijs, mobiliteit, veiligheid en integratie. Bij de Vlaamse verkiezingen van juni 2024 werd De Veuster vanop de achttiende plek van de lijst niet herkozen.
Sinds april 2025 is De Veuster lid van de raad van bestuur van De Vlaamse Waterweg.